# Brenno Placido

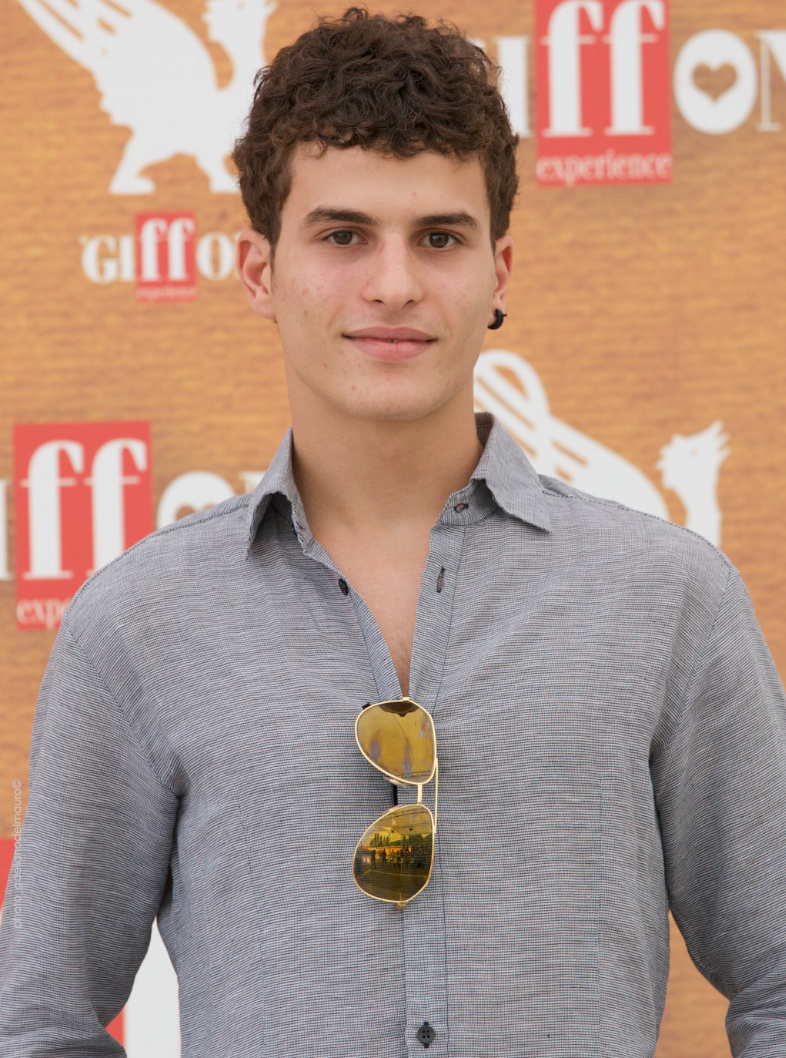
Marco Brenno Placido beim Giffoni-Festival 2010

Marco Brenno Placido (* 23. August 1991 in Rom) ist ein italienischer Schauspieler.

## Leben und Werk
Marco Brenno Placido ist der Sohn der Schauspielerin Simonetta Stefanelli und des Regisseurs Michele Placido. Seine Schwester ist die Sängerin und Schauspielerin Violante Placido.
Er hatte seine ersten Auftritte als Schauspieler 2005 in dem Film Romanzo Criminale und 2009 in Il grande sogno. Bei beiden Filmen führte sein Vater Regie. Im Fernsehen spielte er in drei Staffeln der italienischen TV-Serie Tutti pazzi per amore, in der er die Rolle von Emanuele Balestrieri spielte. Für diese Rolle wurde er mit dem Grand Prix Corallo Città di Alghero ausgezeichnet.
Marco Brenno Placido wurde 2018 als bester aufstrebender Schauspieler beim Cicognini-Festival ausgezeichnet.

## Filmographie (Auswahl)
- 2008: Tutti pazzi per amore (Fernsehserie)
- 2009: Il grande sogno
- 2005: Romanzo Criminale
- 2019: Duisburg – Linea di sangue
- 2022: Der Schatten von Caravaggio (L’ombra di Caravaggio)